# Anne de Bretagne (comédie musicale)
Anne de Bretagne est un opéra-rock français d'Alan Simon, créé en 2009.

## Personnages
- la duchesse Anne de Bretagne, reine de France, épouse de deux rois de France.
- François II, duc de Bretagne, père d'Anne.
- Louis XII, roi de France, 2e époux de la Duchesse Anne.
- Philippe de Montauban
- Ferdinand II d'Aragon
- Édouard IV, roi d'Angleterre.
- Jean IV de Chalon-Arlay, le prince d'Orange.
- Michel Ange, sculpteur, peintre, poète et architecte italien.
- L'amiral Charles Howard
- Pierre Landais, conseiller du Duc François II de Bretagne.
- Alain d'Albret
- Henri VII, roi d'Angleterre
- Léonard de Vinci, inventeur et peintre italien.
- Charles VIII, roi de France, premier époux de la Duchesse Anne.

## Chansons du spectacle

### ActeI
- Ouverture - Anna dei Gratia (Pat O’May / Michel Bourcier / Cécile Corbel / Chœur de l’Opéra de Gênes)
- Messire le Duc (Christian Décamps)
- Ysabeau (quatuor de la Cordelière)
- Duchess Anne (Fairport Convention)
- La guerre folle (Fairport Convention)
- Le Lys et l’Hermine (Tri Yann)
- Ô ma fille (Christian Décamps)
- Ma zat (Cécile Corbel)
- Ma Dame (Nilda Fernandez)
- St. Aubin du Cormier (Laurent Tixier / Pat O’May)
- Je vous pleure (Cécile Corbel)
- Le Prince d’Orange (Laurent Tixier)
- La feste (quatuor de la Cordelière)
- Desire (Les Holroyd)
- Moi le maudit (Tristan Décamps)
- Solitude (Didier Squiban)
- L’Italie (Tri Yann)

### ActeII
- L’enfant Roy (orchestre symphonique de Budapest)
- Amerigo (Nilda Fernandez)
- Les amours galants (Il quatuor del Nuovo Mondo)
- Ii maestro (Giorgio Conte)
- The king (Les Holroyd)
- Tro Breizh (quatuor de la Cordelière)
- Le pommier d’or (Alan Simon)
- Le pommier d’or (reprise) (Bagad Anna Vreizh / Pat O’May)
- Marie la cordelière (Fairport Convention / James Wood)
- Anna Vreizh (intro) (Didier Squiban)
- Anna Vreizh (Cécile Corbel)
- Final : In Pace Anna (Pat O'May / Michel Bourcier / Chœur de l’Opéra de Gênes)
- Epilogue : The soldier (Chris Leslie)

## Distribution
- Cécile Corbel : Anne de Bretagne
- Christian Décamps (Ange) : François II
- Jean-Louis Jossic (Tri Yann) : Louis XII
- Jean-Paul Corbineau (Tri Yann) : Philippe de Montauban
- Nilda Fernandez : Ferdinand II d'Aragon
- Simon Nicol (Fairport Convention) : Édouard IV
- Laurent Tixier : le Prince d'Orange
- Alan Simon : Michel Ange
- James Wood : l'amiral Howard
- Didier Squiban : Pierre Landais
- Pat O'May : Alain d'Albret
- Les Holroyd (Barclay James Harvest) : Henri VII
- Giorgio Conte : Léonard de Vinci
- Tristan Décamps (Ange) : Charles VIII
- Chris Leslie (Fairport Convention) : le soldat anglais
- Jean-Claude Dreyfus : narrateur

## Musiciens
- Alan Simon : low whistle, add keyboards, add guitare, chant lead
- Cécile Corbel : harpe
- Simon Nicol (Fairport Convention) : guitare acoustique, chant lead et chœur
- Dave Pegg (Fairport convention) : basse, mandoline
- Chris Leslie (Fairport Convention) : violon lead
- Alessandro Sacco : violon
- Pat O'May : guitare électrique lead
- Basile Leroux : guitare électrique lead
- James Wood : guitare acoustique, bass, chant lead et chœurs
- Olivier Rousseau : piano
- Didier Squiban : piano
- Michel Bourcier : grand orgue de la Cathédrale St Pierre de Nantes
- Sylvain Fabre : percussions
- Miguel Henry : luth, guitare renaissance
- Laurent Tixier : vielle à roue, flûte baroque, veuze, chant
- Bob Callero : stick bass
- Marco Canepa : clavecin et programmation
- Gérard Goron (Tri Yann) : batterie et percussions et chœur
- Jean-Paul Corbineau (Tri Yann) : chant lead et chœur
- Jean-Louis Jossic (Tri Yann) : chant lead et chœur
- Jean Chocun (Tri Yann) : bouzouki irlandais et chœur
- Konan Mevel (Tri Yann) : cornemuse
- Christophe Peloil (Tri Yann) : violon et chœur
- Freddy Bourgeois (Tri Yann) : claviers et chœur
- Jean-Luc Chevalier (Tri Yann) : guitare électrique et acoustique
- Tristan Décamps (Ange) : chant lead (1 titre) et chœur
- Christian Décamps (Ange) : chant lead (1 titre) et chœur
- Les Holroyd (Barclay James Harvest) : chant lead et chœur
- Giorgio Conte : chant lead et voix
- L'orchestre symphonique de Budapest orchestré et dirigé par Laurent Couson.
- Le Bagad Anna Vreizh dirigé et orchestré par Christian Méhat.

## Représentations
- Les deux premières de l'opéra-rock ont eu lieu, les 29 et 30 juin 2009, à Nantes, dans la cour du Château des Ducs de Bretagne. À cette occasion, le spectacle fut joué devant près de 6 000 personnes, et immortalisé par un CD et un DVD live.
- Du 5 au 11 novembre 2010, Anne de Bretagne a été joué en version folk-rock, à Plœmeur, Nantes, Quimper et Rennes. Davantage folk-rock et acoustique, le spectacle automnal présentait quelques changements par rapport aux premières de 2009: l'absence du bagad et de l'orchestre symphonique. Il y a eu également un nouveau narrateur. Jean-Claude Dreyfus ne pouvant participer à la tournée, c'est à Jean-Louis Jossic (Tri Yann) - qui joue par ailleurs le rôle de Louis XII - qu'est revenue la tâche de raconter, au fil du spectacle, les grands épisodes de la vie de la reine-duchesse.
- L'opéra-rock sera rejoué au Casino de Paris le 18 mai 2011.
- Il est programmé le 4 avril 2012 salle Horizinc à Bouvron, le 6 avril 2012 à la salle de la Cité à Rennes[1], le 7 avril 2012 dans le cadre du festival Plougacelte organisé par la commune de Plougastel-Daoulas à l'Avel-Vor[2].
- La dernière représentation a lieu au Zénith de Nantes le 20 septembre 2014[3], après une date à Celti'Vannes, avec la présence du chœur Renaissance italien I batti Becchi et le bagad de Saint-Nazaire[4].

## Discographie
- 2009 : Anne de Bretagne, album studio (CD double).
- 2010 : Anne de Bretagne : live au Château des Ducs de Bretagne (CD triple).

## DVD
- 2010 : Anne de Bretagne au Château des Ducs de Bretagne.